# Ordrup Gymnasium
Ordrup Gymnasium er et gymnasium med ca. 800 elever i Ordrup i Gentofte Kommune.
Skolen blev grundlagt som kostskole under navnet Ordrup Opdragelses- og Undervisningsanstalt af H.C. Frederiksen (1840-1921), kaldet "Friser" (der fik Frisersvej i Ordrup opkaldt efter sig), den 3. november 1873; skolen lå Hyldegårdsvej 9 og havde én elev; elevtallet voksede til 18 i 1876, 26 i 1879, 43 i 1881 og 65 i 1883, hvor skolen flyttede til en nyopført, anselig bygning på sin nuværende beliggenhed på Kirkevej vis-à-vis Ordrup Kirke; skolen blev eksamensskole under navnet Ordrup Latin- og Realskole i 1887. Navnet ændredes i forbindelse med en lovændring i 1903 til Ordrup højere Almenskole. I 1908 blev kostafdelingen nedlagt og skolen overtaget af De forenede Latin- og Realskoler. Staten overtog skolen i 1919 og ændrede navnet til det nuværende Ordrup Gymnasium. Skolen blev i 1986 overtaget af Københavns Amt, som drev den til 2007, hvor den atter blev selvstændig og selvejende, som resten af landets gymnasier.
Fra begyndelsen var skolen præget af utraditionel pædagogik, der bl.a. bestod af fællesundervisning af drenge og piger, klasseundervisning (i stedet for den udbredte overhøring) og mere idræt i undervisningen. Skolen gav heller ikke standpunktskarakterer.
Kong Frederik VIII (1906-1912), der fulgte ivrigt med i sin samtids udvikling inden for politik, videnskab og kultur, interesserede sig levende for skolen og havde allerede som kronprins overværet skolens undervisning. Kongen udtalte fra sin sommerresidens på Charlottenlund Slot i en hilsen til ”Friser” den 25. juni 1908 følgende: ”Kjære Professor Frederiksen! Idet jeg gjennem disse Linier sender Dem en hjertelig Tak for Deres venlige Brev og for det tilsendte Aarsskrift, som jeg med Glæde har modtaget, udtaler jeg samtidig min store Beklagelse over, at De nu desværre forlader den Skole og den Gjerning, som jeg ved De finder inderlig kjær, og som De og Deres slægt har virket til saa stor Gavn og Velsignelse for saa megen Ungdom og for saa mange Hjem. Jeg udtaler mine hjerteligste og varmeste Ønsker for Dem: Gid De maa finde Tilfredshed og Lykke i Deres Otium, og gid det maa blive muligt for Dem ogsaa i Fremtiden at arbejde til Velsignelse for de Unge, alle dem, hvis Hjerter ere fast knyttede til Dem og som omfatter Dem med sand Højagtelse og den inderligste Kjærlighed. Idet jeg sluttelig endnu bringer Dem min hjerteligste Tak for Deres venlige Ord til mig, som dybt haver rørt mig, forbliver jeg Deres taknemlige og hengivne Frederik R.”
I dag lægger Ordrup Gymnasium megen vægt på det internationale aspekt i undervisningen og praktiserer et omfattende samarbejde med gymnasier i udlandet, bl.a. via internettet.
Der har været flere planer om at nedlægge skolen. I 1982 ville Københavns Amt lukke den fra og med skoleåret 1985/1986 grundet overkapacitet i amtets nordøstlige del, men efter massive protester som elevers besættelse af skolen blev forslaget taget af bordet. Lukningstruslerne kom igen i 1984, 1985, 1987 og 1988 – men igen gjorde elever og lærere fælles front mod amtsrådet.
HKH Prins Christian begyndte i 2.g på skolen i august 2022.

## Grundlægger, medbestyrer og rektorer
- 1873-1908 H.C. Frederiksen ("Friser") - skolens grundlægger[5]
- 1897-1908 Christian Branner - medbestyrer
- 1908-1917 Ernst Kaper[6]
- 1917-1921 Otto Madsen
- 1921-1927 Axel Christen Højberg Christensen
- 1927-1932 Henrik Vilhelm Bang
- 1932-1933 Carl Vilhelm Østergaard
- 1933-1951 Einer Torsting[7]
- 1948-1951 Jakob Jensen (konstitueret)
- 1951-1967 Jørgen Viggo Hendriksen
- 1968-1975 Erling Rossing
- 1975-1984 Ulf Østergaard
- 1984-1993 Steen Hansen
- 1994-2002 Preben Bruun
- 2003-2017 Henning Thomsen
- 2017- Søren Helstrup[8]

## Kendte lærere
- 1908-1917 Ernst Kaper, lærer og senere rektor, fra 1917 borgmester i København (magistratens 1. afdeling - skolevæsen)[9]
- 1896-1903 Karen Jeppe, fra 1903 nødhjælpsarbejder for forfulgte og flygtende armeniere.
- 1891-1914 Holger Nielsen, gymnastiklærer, én af Danmarks tre deltagere i de første, moderne olympiske lege i Athen i 1896; tillægges sædvanligvis æren for opfindelsen af håndboldspillet.[10]
- 1923-1966 Poul Colding, lektor, dr.phil. i historie.[11]
- 1932-19?? Henning Jensen (fodboldspiller, født 1910), gymnasieoverlærer, målmand på det danske fodboldlandshold i tre landskampe i 1931-1932.[12]
- 1937-1973 Else-Merete Ross, lektor i tysk og gymnastik, folketingsmedlem 1960-1973.[13][14]

## Første studenter
- 1889: August Busck
- 1889: Peder Rasmussen ("Peder Ras")

## Kendte studenter
- 1895: Karen Jeppe, lærer, hjælper for armenske flygtninge og forfulgte i Tyrkiet og Syrien, Folkeforbundskommissær
- 1897: Gudmund Nyeland Brandt, landskabsarkitekt, lektor ved Kunstakademiet [15]
- 1900: Axel Viggo Emil von Holstein Rathlou, cand.polyt. og afdelingsingeniør ved Københavns Elektricitetsværker
- 1901: Christen Iversen Mondrup, overpostinspektør[16]
- 1903: Viggo Julius von Holstein Rathlou, bibliotekar og dr.phil., efter besættelsen dømt for landsskadelig virksomhed[17] [18]
- 1907: Ludvig Augustinus, erhvervsleder og stifter af Augustinus Fonden
- 1908: Poul Iversen, professor, overlæge, dr.med.[19]
- 1908: Villy Platou, politimester[20]
- 1913: Torben Thorberg Krogh, magister i musikhistorie, professor og teaterhistoriker[21]
- 1914: Gunnar Jørgensen, privatskolebestyrer og forfatter af Flemming-drengebøgerne[22]
- 1915: Christian Ditlev Lüttichau, godsejer og stamhusbesidder (Tjele), kammerherre, hofjægermester[23]
- 1916: Eivind Larsen, departementschef i Justitsministeriet, senere politidirektør i København[24]
- 1917: Léon greve Moltke-Huitfeldt, kammerherre og hofjægermester samt godsejer af Glorup gods
- 1918: Johan Jacob Gustav Moresco, erhvervsleder[25]
- 1919: Bjarne Senn, direktør
- 1919: Sten Gudme, journalist og modstandsmand[26]
- 1919: Tage Fox Maule, officer og modstandsmand
- 1920: Aage Højland Christensen, officer og modstandsmand
- 1921: H.C. Branner, forfatter
- 1922: Eske Brun, jurist og departementschef
- 1922: Ebbe Munck, modstandsmand, diplomat og hofchef[27]
- 1922: Poul Høybye, professor, dr.phil
- 1924: Knud Illum, professor (jura) [28]
- 1924: Christian Schrøder, civilingeniør og direktør, formand for Ordruppersamfundet[29]
- 1924: Jens Yde, museumsinspektør, dr.phil.
- 1925: Niels Blixenkrone-Møller, overkirurg, professor og dr. med.
- 1925: Carl Schrøder, erhvervsleder
- 1925: Ib Martin Jensen, arkitekt
- 1925: Ole Widding, magister i nordisk filologi, dr.phil. og ordbogsredaktør (islandsk)[30]
- 1925: Viggo Møller-Jensen, arkitekt, professor
- 1926: Adam Moltke, politimester i Viborg
- 1926: Erling Asmussen, idrætsfysiolog, dr.phil. og professor i gymnastikteori[31]
- 1927: Fritz Michael Hartmann, modstandsmand og embedsmand
- 1927: Octavius Norreen, medlem af DNSAP, officer i Frikorps Danmark, medlem af Schalburgkorpset og chef for HIPO
- 1928: Erik Møller, arkitekt
- 1929: Niels Gottschalck-Hansen, præst og folketingsmedlem [32]
- 1930: Sonja Ferlov Mancoba, billedhugger[33] [34]
- 1930: Henning Helger, arkitekt
- 1932: Eigil Thielsen, retsformand, fodboldlandsholdsspiller
- 1937: Elsa Gress, forfatter
- 1937: Sonja Hauberg, forfatter
- 1937: Inge Jespersen, stadslæge[35]
- 1937: Lauge Dahlgaard, politiker, fhv. minister[36]
- 1937: Jannik Ipsen, civilingeniør, flere gange vinder af DM i tennis
- 1938: Vagn Ussing, ingeniør og modstandsmand
- 1938: Torben Lunn Wolff, zoolog, dr.phil
- 1938: Maria Topp, departementschef[37]
- 1938: Gunnar Bergsten, statsskovrider, eliteatlet
- 1939: Aage Henriksen, litteraturhistoriker, professor, dr.phil.[38]
- 1939: Aage Nicolai Kabell, litteraturforsker, dr.phil
- 1939: Tyge Dahlgaard, ambassadør, minister
- 1940: Henrik Sidenius, skoleleder og pædagogisk debattør[39]
- 1941: Flemming Quaade, overlæge, dr.med.
- 1942: Kristine Heltberg, professor, dr.phil. i slavisk filologi og folketingsmedlem[40]
- 1944: Henning Ørnbak, filminstruktør og manuskriptforfatter [41]
- 1944: Knud Peter Harboe, arkitekt og professor
- 1944: Niels Alexander Lassen, klinisk fysiolog og neuroforsker[42]
- 1945: Maria Marcus, mag.art., sexolog og forfatter
- 1945: Iven Eduard Rowland Reventlow, greve, magister i psykologi, dr.phil, modstandsmand[43] [44] [45]
- 1946: Preben Hertoft, psykiater, overlæge og professor i klinisk sexologi[46]
- 1947: Paul Hammerich, journalist og forfatter
- 1947: Herbert Pundik, journalist, chefredaktør og forfatter
- 1947: Frederik Teisen, direktør, cand.jur.[47]
- 1948: Niels Brockenhuus-Schack, direktør, civ.ing., greve
- 1949: Erik M. Christensen, professor dr.phil[48]
- 1950: Ole Mertz, gymnasielektor, elitebadmintonspiller og badmintonleder
- 1951: Frits Helmuth, skuespiller
- 1952: Birgitte Price, skuespiller
- 1953: Inge Thygesen, departementschef, dr.polit.[49]
- 1955: Kirsten Kristoffersen, rektor for Herlev Gymnasium[50]
- 1956: Anders Bodelsen, forfatter
- 1956: Flemming Topsøe, dr.phil, matematiker
- 1958: Ida Nicolaisen, antropolog, seniorforsker og universitetslektor[51]
- 1959: Johan Schrøder, erhvervsleder
- 1960: Jens Stephensen, civilingeniør (skibsteknik) og erhvervsleder
- 1961: Otto Sigvaldi, digter og forlægger
- 1964: Villo Sigurdsson, politiker
- 1964: Torben Weinreich, professor i børnelitteratur
- 1965: Bente Schwartz, forfatter
- 1967: Michael Bundesen, forsanger i Shu-bi-dua
- 1967: Jens Tage Nielsen, medlem af Shu-bi-dua
- 1968: Bo Trige Andersen, trommeslager i Burnin' Red Ivanhoe
- 1968: Benny Johansen, fodboldspiller og -træner
- 1970: Fritz Schur, erhvervsleder
- 1976: Olav Hergel, journalist og forfatter
- 1984: Anja Cetti Andersen, astrofysiker og lektor ved Niels Bohr Institutet
- 1985: Peter Warnøe, erhvervsleder
- 1986: Katja Moesgaard, erhvervsleder, ishockeylandsholdsspiller og -anfører
- 1987: Jens Elo Rytter, professor [52]
- 1988: Vincent F. Hendricks, professor i formel filosofi
- 1989: Matias Seidelin, journalist og forfatter
- 1990: Carl-Johan Dalgaard, professor i økonomi og overvismand
- 1990: Rane Willerslev, professor og museumsdirektør
- 1990: Eske Willerslev, DNA-forsker og professor
- 1990: Martin Krasnik, journalist, Weekendavisens chefredaktør
- 1990: David Katznelson, filmfotograf
- 1991: Louise Bjerregaard, journalist og studievært
- 1993: Anders Legarth Schmidt, journalist og Cavlingprisvinder
- 1996: Rasmus Jarlov, folketingsmedlem, fhv. minister
- 1996: Signe Molde, TV-vært
- 1996: Mads Krøger Pramming, advokat med speciale i socialret, erstatningsret og strafferet[53]
- 1997: Thomas Levin, skuespiller
- 1998: Carsten Svendsen, skuespiller[54]
- 2003: Neel Rønholt, skuespiller
- 2004: Laurits Flensted-Jensen, filminstruktør
- 2005: Jens Sætter-Lassen, skuespiller
- 2009: Jakob Femerling Andersen, skuespiller
- 2010: Sophie Haagen, operasanger[55]
- 2012: Uffe Manich Bech, professionel fodboldspiller
- 2016: Natalie Perry, professionel ishockeyspiller
- 2017: Albert Bjerregård Sneppen, astrofysiker
- 2017: Kristoffer Eriknauer, skuespiller
- 2024: Kronprins Christian[56][57]

## Faldne for Danmark 1940-1945 (mindetavle opsat på skolen 9. april 1946)
- Tage Fox Maule, født 1902, kaptajn i Livgarden, død af difteri på vej til Dachau 3.-4. marts 1945 [58]
- Erik Henning Gunnar Widding, født 1912, assistent i Finansministeriet, dræbt af Gestapo i forbindelse med aktion 18. april 1945 [59]
- Jørgen Staffeldt, født 1912, direktør og medlem af Holger Danske, død i Neuengammes udekommando Porta Westfalica af tuberkulose 25. december 1944 [60]
- Svend Vinding Dorph, født 1914, tandlæge og medlem af Holger Danske, død af "innere Verblutung" efter svær tortur i forbindelse med forhør på Politigården 3. marts 1945 [61]
- Eigil Bahnson Theodor Jensen, født 1914, direktør og medlem af modstandsgruppen "Dannevirke", deporteret til Neuengamme, død på Åbenrå Sygehus af dobbeltsidig lungebetændelse 29. december 1944 [62]
- Poul Henrichsen, født 1915, flight lieutenant i Royal Air Force, dræbt da hans Spitfire blev fanget i flak og styrtede ned 1. marts 1945 [63]
- Ludvig Alfred Otto Reventlow, født 1916, greve og statsadvokatfuldmægtig, tilknyttet Studenternes Efterretningstjeneste, arresteret af tyskerne efter stikkeri og henrettet 6. april 1945 [64]
- Ib Mogens Gundelach, født 1923, officersaspirant, dræbt under skudepisode på Skodsborg Bakke natten mellem 5. og 6. maj 1945 [65]
- Morten Wiltrup, født 1925, stud.med., såret ved skudepisode med HIPO-folk 23. februar 1945 ud for Fredensvej 20, død i Vestre Fængsel 25. februar 1945 [66]